# 楽譜

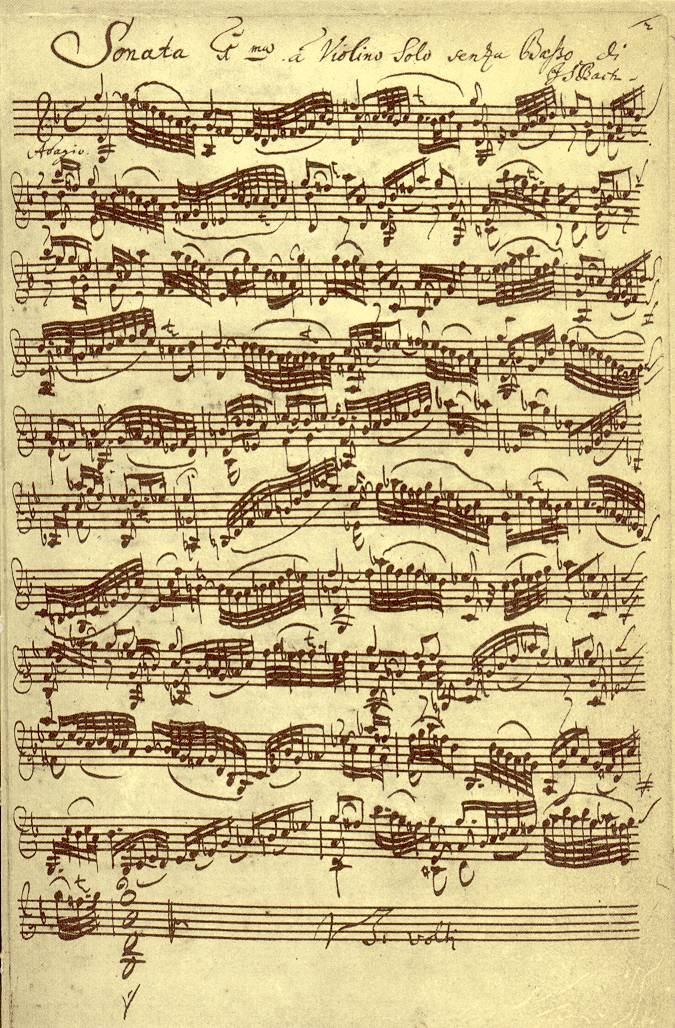
無伴奏ヴァイオリン ソナタ1番 BWV1001 の自筆譜
（1720年、J.S. バッハ）

楽譜（がくふ）は、楽曲を演奏記号や符号などの記号によって書き表したものである。譜面や、単に譜とも呼ばれる。この記号化の規則を記譜法という。
一般に、西洋音楽に発祥したものを指すが、世界の音楽において、様々な楽譜が存在している。

## 概要

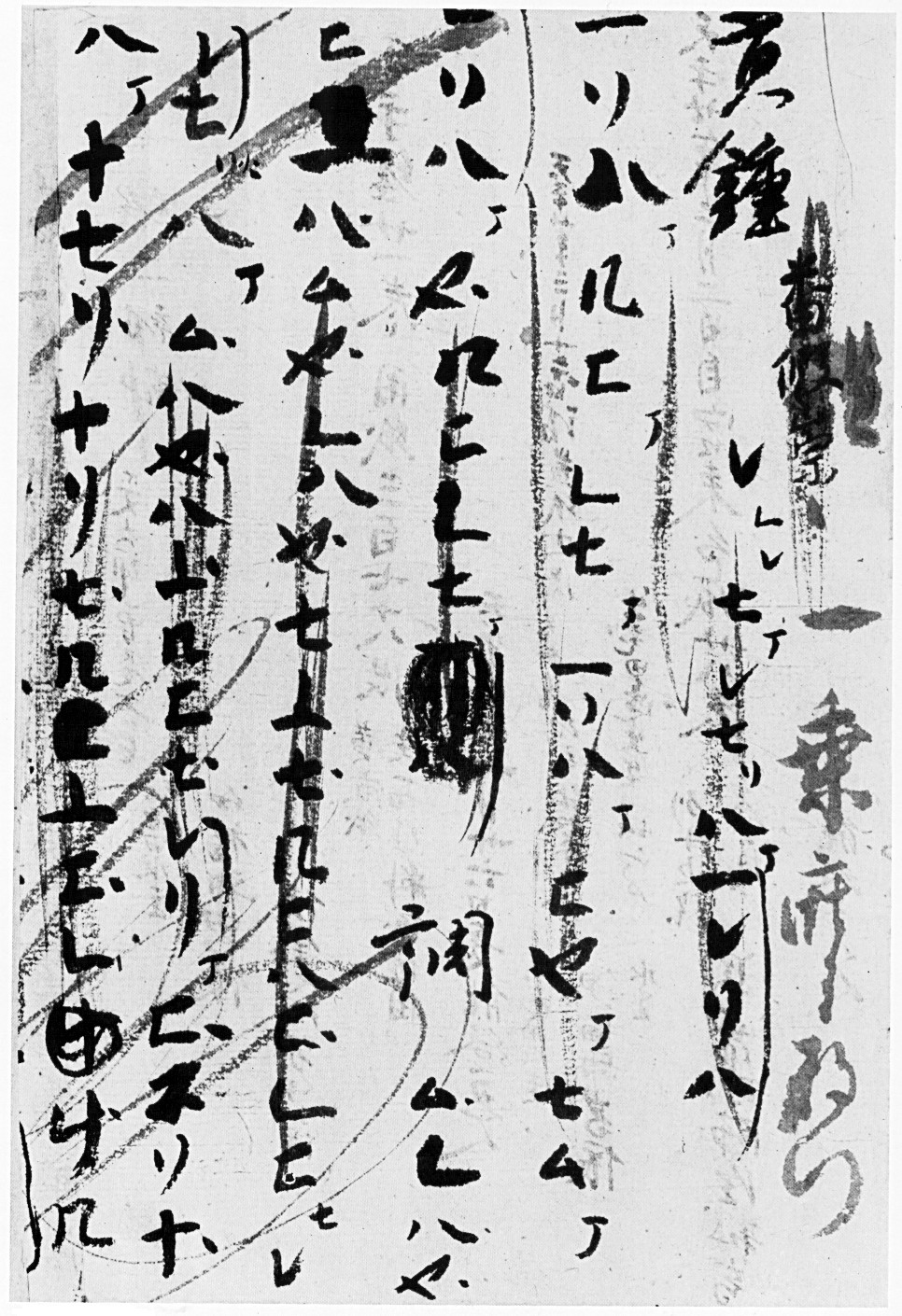
日本の奈良時代、天平10年（西暦738年）頃に書かれた天平琵琶譜（正倉院蔵）

楽譜は、言葉を記録する文字と役割が似ているが、文字は音読されることを目的として書かれるとは限らない（発音記号が併記される場合を除く）。一方、楽譜はほとんどの場合、演奏されることによって目的が達成される。
文字では筆記者の意図を書き記したものと語られている内容を書き取ったものとがあるのと同様に、楽譜にも筆記者（作曲家・編曲家など）の意図を書き記したものと、演奏を書き取ったものがあり、楽譜の作られ方に相違が生じる。世界各地の音楽は、楽譜がなかった時代から演奏されたり、歌われたりしてきた。現代においても事前には完全な楽譜がなく、演奏しながら作曲されることも多い。
また、音楽の記録のためには、音そのものを録音するという方法があり、この方法は音楽の微細な表情を記録するのに非常に有効である。しかし、録音が演奏の記録にすぎないのに対して、楽譜には以下のような特長があり、録音に取って代わられるものではない。
- 音を使わずに読むことができるので、演奏しながら読むことができる。
- 演奏のための様々なヒントを譜面に付記できる。
- 時間の流れを越えて視覚的に把握することができる。

作曲においては楽譜という形で記す事で、楽曲の全体の構成を整えられるなどの利点がある。一方、楽譜を読み書きする技能は作曲や演奏・歌唱には必須ではないため、楽譜が読み書きできない作曲家（例：ヴァンゲリス）や演奏家・歌手（例：ポール・マッカートニー）は少なくない。エロル・ガーナーはジャズの名曲『ミスティ』の作曲家として有名なピアノ演奏家だが、独学でピアノ演奏を会得していたために楽譜の読み書きができず、ある日飛行機で移動する最中にふと頭に浮かんだメロディを記す術がなかった。彼は到着した先のホテルでピアノとテープレコーダーを急遽借りて演奏して録音し、メロディの亡失を防いだ逸話が残っている。

## 楽譜の種類

### 五線譜

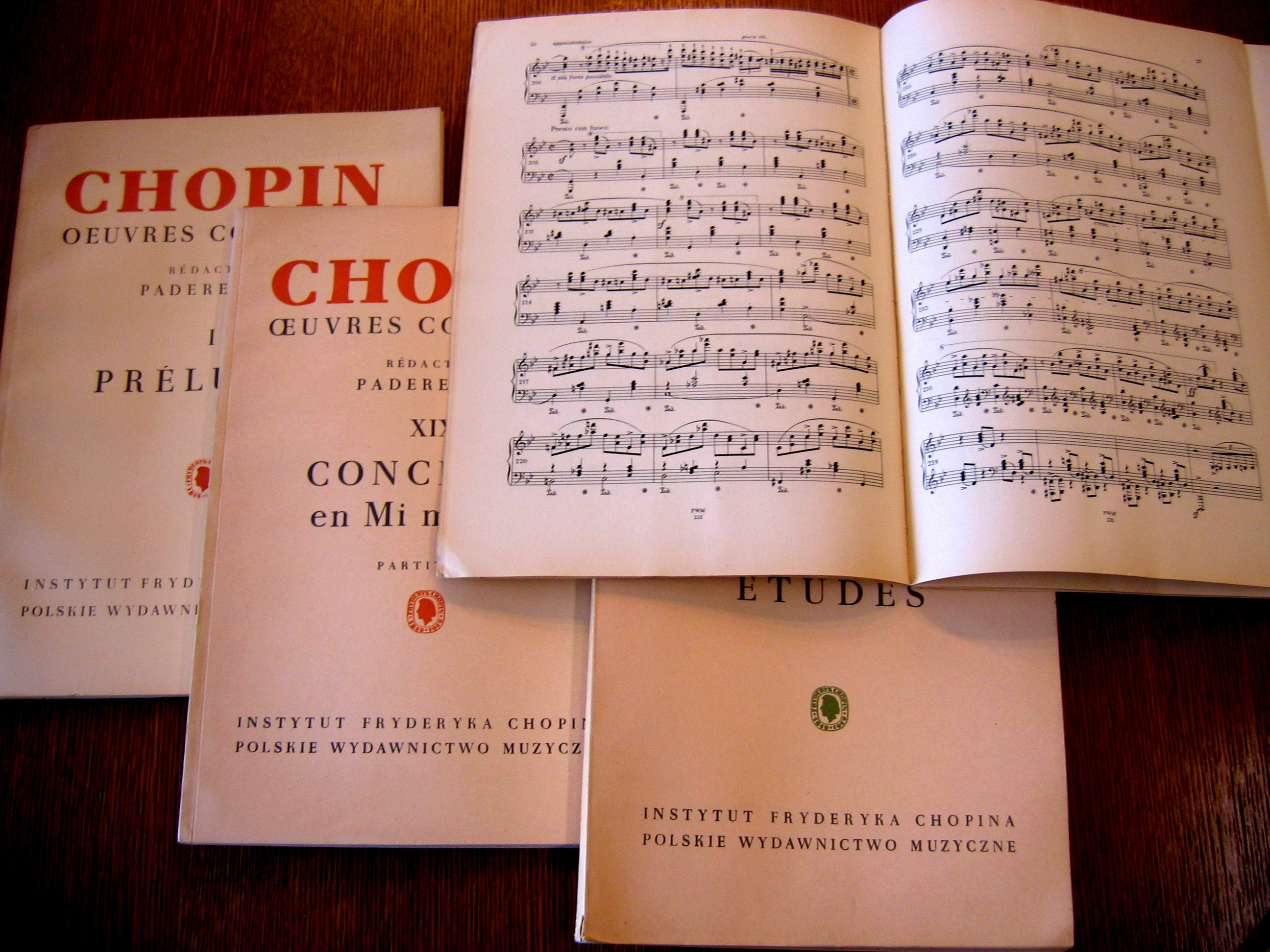
ショパン作曲のピアノ譜

5本の線を基にした五線記譜法による五線譜は、西洋音楽発祥で、現在最も広く用いられている。音高軸と時間軸とを持った点グラフの一種とみなされる五線には、音符や休符以外にも、音部記号や拍子、調号、臨時記号、また、文字を用いて示すものと、それ以外のマークやシンボルによる演奏記号、言葉による標語などがある。これの発展した形にはクラウス・カール・ヒュプラーの楽譜のようにすべてのパラメーターを数段に分けて書いたものがある。完全に記譜できる反面、演奏には極度の難解さを持っている。

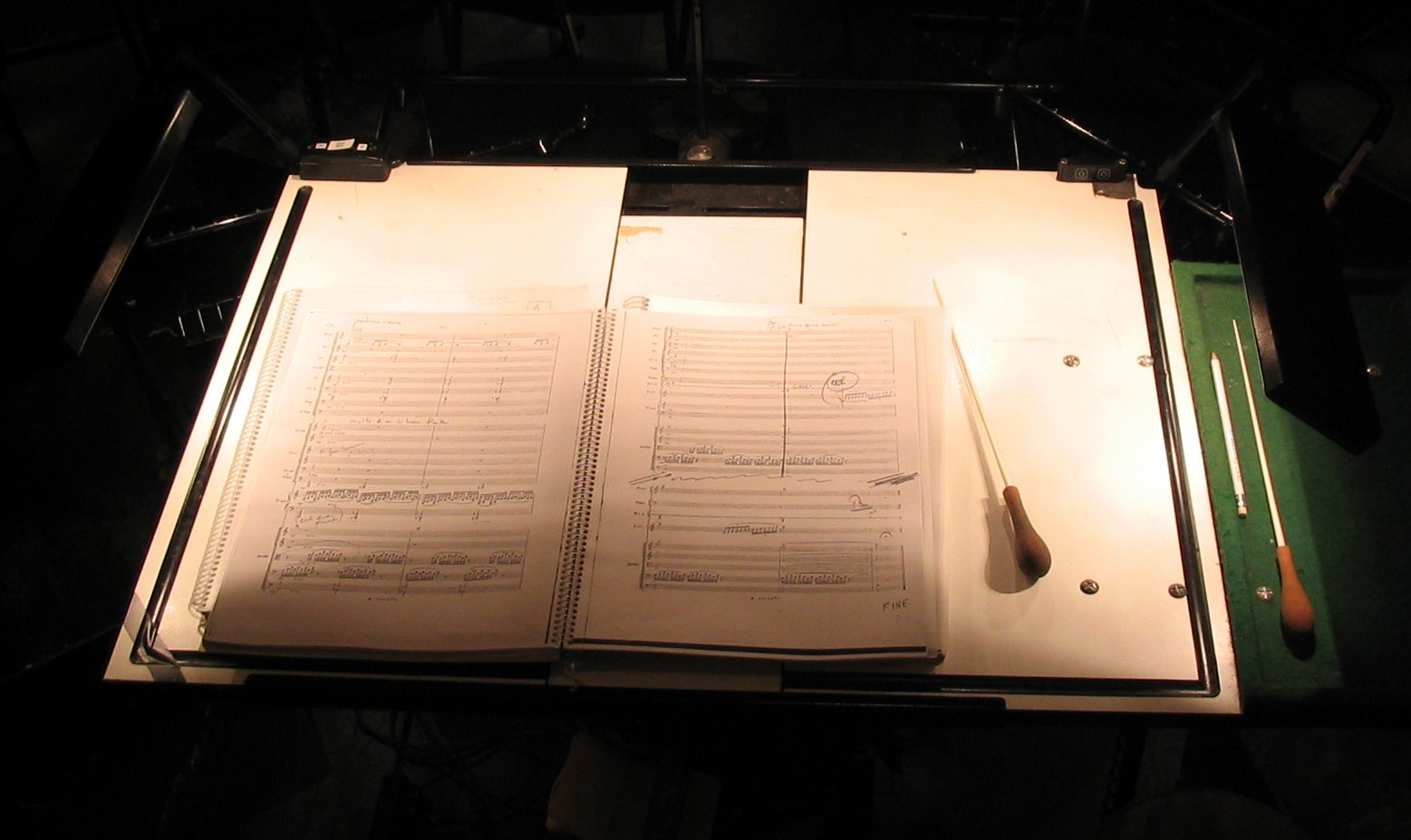
指揮台上の総譜

フルスコア（総譜、スコア）
管弦楽や吹奏楽など合奏用の楽譜で、各パートのすべての音が記載されているもの。普通は指揮者用のA3以上の大型スコアを指すが、作曲家や音楽学者の研究用にミニチュアスコア（独：Taschenpartitur）の方が多く存在し、内容は全く同じである。
コンデンススコア（ミニスコア）
総譜を、見やすいように、ピアノでも弾けるように、また指揮のレッスンでも使えるようにコンパクトにまとめたもの。
大譜表（ピアノ譜）
ト音記号、ヘ音記号の2段からなる楽譜。総譜をコンパクトにまとめたり、鍵盤楽器用の曲を記す時などに使われる。
パート譜
管弦楽や吹奏楽など合奏用の楽譜で、それぞれのパートを演奏するのに必要な楽譜だけが抜き出してある楽譜。総譜の対義語。ヨーロッパには合唱の楽譜にも各パート譜がありボーカルスコアを使わないことが多い。
ボーカルスコア
声楽の含まれるオーケストラのフルスコアから、オーケストラのパートをピアノに直したもの。声楽のためのパート譜として使ったり、声楽がピアノで練習するときに使う。
リード・シート（Cメロ譜）
原曲のメロディとコード・ネームとが書かれている単純な楽譜。ジャズなどのポピュラー音楽で、アドリブ演奏をされることを目的としている。

### 五線譜以外

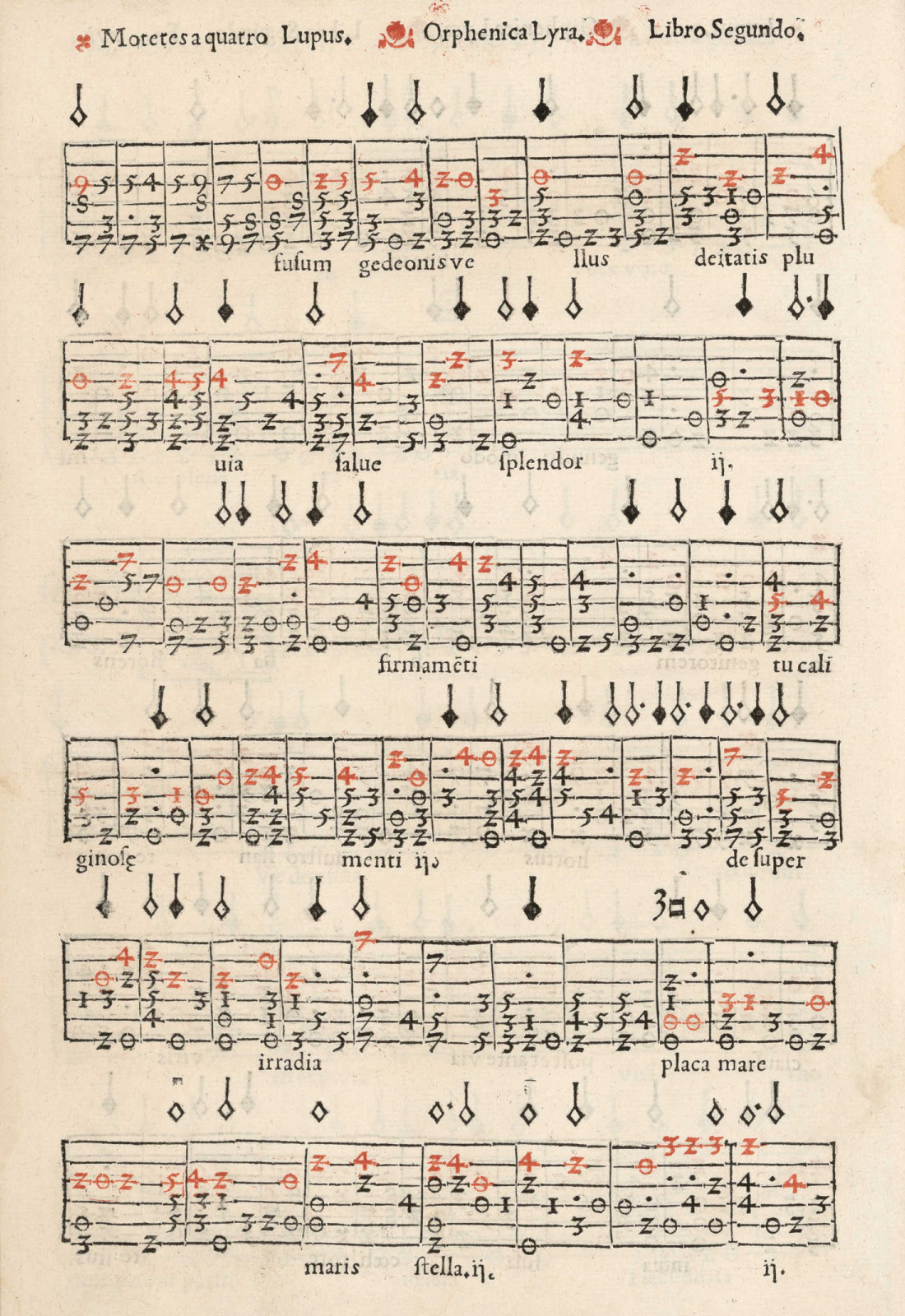
タブラチュア – 『Orphenica Lyra』Miguel de Fuenllana（1554年）

文字譜
タブラチュア
「奏法譜」と訳され、一般には「タブ譜」と呼ぶ。現在ではギターの奏法（弦の押さえ方が記されている）を示すために多く使われる。
一線譜（一本線）
明確な音程を持たない打楽器の記譜に用いる。明確な音程がない打楽器は必ず一線譜で記譜されるというわけではなく、音部記号を持たない五線譜で記譜されることもある。
図形楽譜
時間と音程を表した空間の中に線や幾何学図形などの図形で音を表す楽譜。芸術性のある視覚効果を狙ったものや、固定した時間軸と音程軸で表した空間に長い四角の図形を使い音を表したものまで様々。この手法を用いる作曲家としてはジョン・ケージやスティーヴ・ライヒ、モートン・フェルドマンなどの前衛的音楽家が多い。MIDIなどの電子音楽では細かい演奏データを忠実に再現できるために、五線譜より精細な記法として図形楽譜的な視覚化を行って作曲・編曲されることがある。ピアノロールは楽譜として見るよりも実際にピアノに押し込んで演奏させる演奏媒体として見られる。現在では図形楽譜を用いる目的は五線譜で表現できないパッセージや雑音のみを記譜する場合が多い。
文字楽譜
ジョン・ケージ『4分33秒』やシュトックハウゼン『7つの日々』の音楽のように演奏すべき事柄をすべて文章によって記述した「楽譜」。「絵による楽譜」のように不確定要素が多く、演奏者の感性によって全く違う音楽が奏される一種の即興音楽として見られる。
ムトウ記譜法
ムトウ音楽メソッドを基に作られた、3本の基線で表す楽譜であり、「3線譜」ともいう。音部記号は変化記号はなく、音域は数字で表され、黒鍵の音にはそれぞれに独立した名称がついている。また、「楽譜表示具及び楽譜」の発明として日本及び世界で特許が認められている。

### 日本
工尺譜
博士（声明）
西洋のネウマ譜に相当する。
文化譜（三味線）
弦名譜（箏）
三味線や箏の楽譜は、一般に、楽器の演奏の仕方を書き記したタブラチュアに分類される楽譜で書かれる。弦名や勘所名、奏法、口三味線などの唱歌（しょうが）によって示される。極簡単な例は例えば「篠笛#楽譜」参照。
尺八の楽譜

## 楽譜の歴史

### 古代

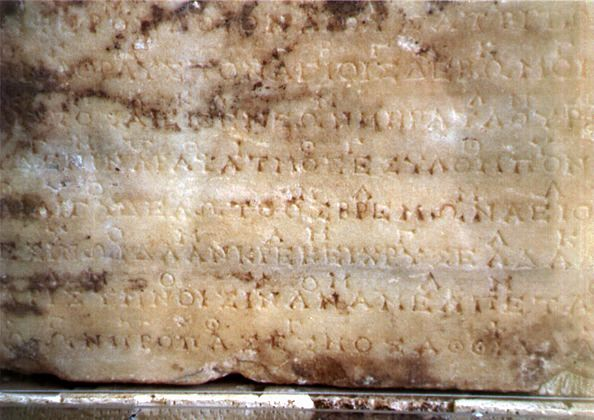
古代ギリシアの楽譜

文字譜とは古代ギリシアの音楽で用いられた記譜法。歌詞の上に音高を文字で記す。オクシリンコス・パピルスに現存する最古（紀元280年）の初期キリスト教（東方諸教会）の聖歌とされる『三位一体の聖歌』（オクシリンコスの賛歌）がギリシア記譜法で記されていた。
紀元前3世紀頃の石版にアポローン（アポロン）への讃歌が刻まれており、讃歌の詩行間に文字があり楽譜を意味するといわれている。紀元後3世紀頃にアリュピオスがこれらの文字を一覧表にし古典ギリシアの記譜法を書き残している。

### 中世

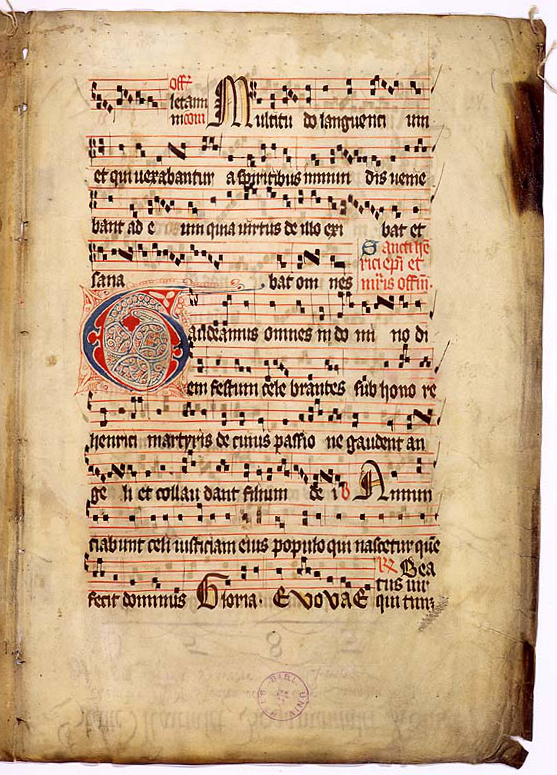
ネウマ譜

9世紀頃、ネウマ譜による最古の聖歌集が現れた。これはキリスト教ローマ典礼で用いられるグレゴリオ聖歌のためのもので、最初は左から右に曲線と直線のみで音の長さと高さを表していたが、次に基準となる音程の位置を水平の線1本で標記する様になり、更に、それが4本、5本となり現代の楽譜と同じ形式になった。ちなみに現代のカトリック教会で使用されるネウマ譜は音の高さを表す線が4本のものである。
1025年頃、グイード・ダレッツォが4本の線の上に四角い音符を書くという、現在の楽譜の表記法の原型を考案した。

### 近代

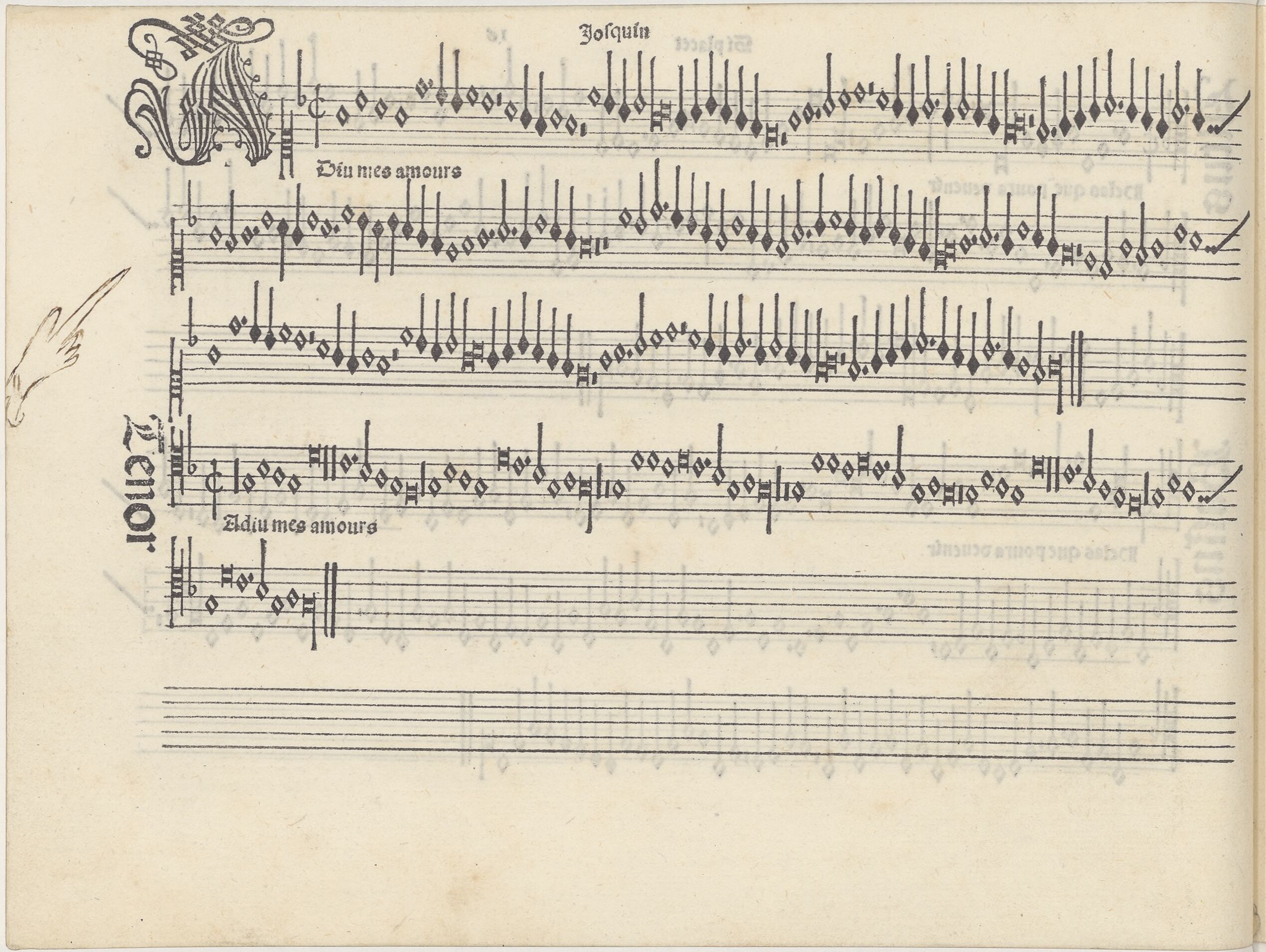
ジョスカン・デ・プレ『Adieu mes amours』。Harmonice Musices Odhecatonより。1501年、オッタヴィアーノ・ペトルッチによる印刷。

機械で印刷された楽譜が初めて登場したのは1473年のことで、これはヨハネス・グーテンベルクによる活版印刷技術の開発から20年後にあたる。1501年にイタリアのオッタヴィアーノ・ペトルッチが、おもにジョスカン・デ・プレとハインリヒ・イザークの曲、96曲を印刷して収録した Harmonice musices odhecaton を発行した。ペトルッチの印刷技法による楽譜はきれいで読みやすかったが、楽譜が出来るまでに五線、文字、音符の順に3度の印刷が必要となり、時間も手間もかかる作業だった。1520年頃、イングランドの首都ロンドンで楽譜の印刷が一度の印刷でできるようになり、1528年にフランスのピエール・アテニャンはこの技術を広めた。1575年にイングランド女王エリザベス1世がトマス・タリスとウィリアム・バードに楽譜の独占印刷権を与えた。1596年にその期限が切れると、独占権はトマス・モーリーに渡った。
楽譜の線が5本に落ち着いたのは、17世紀に入ってからで、それまで教会の聖歌隊は、音域が1オクターブなので4本。音域が広い鍵盤楽器は6本。ときには7～8本にもなっていたが、イタリアのオペラ界で音楽による楽譜の違いを統一し煩雑さを無くそうとする動きが出てからである。5本という数は人間が判別し、かつ、様々な音楽を表記するには最も適した数であり、オペラ先進国のイタリアから世界に5線譜が広まった。
19世紀には、音楽産業は楽譜印刷業界が担っていた。当時アメリカ合衆国ではティン・パン・アレーがその中心となっていた。20世紀に入ると蓄音機と録音した音楽に比重が移り、その動きを1920年代のラジオ放送開始が加速し、楽譜の出版は飽和を迎えた。そして次第に音楽産業は印刷業者からレコード業界へと移っていった。

### 現代
20世紀後半から21世紀にかけては、楽譜をコンピュータで読み書きできる形にする技術の開発が盛んに行われ、いくつものシステムが開発された。その意味で、音楽データのデジタル転送規格であるMIDIを利用した記録方式であるStandard MIDI File等も楽譜の系列に連なるものである。
主にクラシック音楽を中心とした、著作権が切れてパブリックドメインとなった楽譜のライブラリをインターネット上に作る活動がある。
従来、出版用の楽譜の作成は専門の写譜屋が手作業で行っていたが、コンピューターの普及した現在はそのような作業を行う楽譜作成ソフトウェアも様々な製品が発売され、専門の業者から個人まで、その利用者は多い。

## 楽語・標語
その昔、西洋において学術の世界ではラテン語が公用語として用いられてきたように、旧来の西洋音楽においては、楽譜上に記す言語はイタリア語が公用語と規定されてきた。しかしながら、西洋音楽がイタリア優勢ではなくなり、楽譜中はイタリア語で、題名だけはドイツ語であったり、歌詞だけは英語であったり、多言語が氾濫するようになっていった。
また、作曲家が自分の母国語で楽語をイタリア語に混在させることが多くなり、それがベートーヴェンに見られ、シューマンにおいてはもっと顕著になり、後の印象主義の時代には、作曲家が国柄をポリシーとして自負することも兼ねて母国語を楽語に使うことが普通のこととなり、古くからの一部の基本的な楽語はイタリア語のままに存続しているものの、現在は多言語が混在したスタイルが定着している。
日本の作曲家の場合には、フランス音楽の影響を受けた作曲家はフランス語傾倒で、ドイツ音楽の影響を受けた作曲家はドイツ語傾倒で、どの影響を受けたことも表明したくない作曲家や中立を表明したい作曲家は英語傾倒若しくはイタリア語で書き込むことが多い。どの場合も、イタリア語による基本的な楽語に各国語を混合させて書き込むが、作曲家が日本語を書き込むことは、国際的な楽譜読解の壁を避けるためにも敬遠され、基本的に教育目的の楽譜などに限られる。

## 楽譜と知的財産権

### パブリックドメインの楽譜
以下に挙げるサイトではパブリックドメインもしくは自由なライセンスの楽譜を入手可能である。著作権保護されているものについては利用に際してはライセンスに基づいた使用条件を守ることが求められる。
- Mutopiaプロジェクト
- プロジェクト・グーテンベルク
- IMSLP --国際楽譜ライブラリープロジェクト 収録楽曲数6万以上、楽譜総数20万以上。
- 新モーツァルト全集・デジタル版 --新モーツァルト全集の総譜すべてが網羅されており、PDFとして入手できる。日本語に対応している。
- Choral Public Domain Library (CPDL) 合唱曲の図書館
- SheetMusicFox
- Free-scores.com
- Piano Sheet Music Online
- Musopen Public Domain Sheet Music
- Art Song Central

### 音源から書き起こした楽譜の著作権
日本企業のフェアリー（後述）はバンドが作曲した楽曲の音源を聞いて、日本音楽著作権協会（JASRAC）の許諾を得たうえで音符に書き起こし、有料で販売している。フェアリーから楽譜を購入している企業が、類似した楽譜を広告付きウェブサイトで無料公開（2008年に開設して2018年6月に閉鎖）したことに対してフェアリーは2018年6月に損害賠償を求めて提訴し、2021年9月に東京地方裁判所で請求が棄却されたものの、2024年6月には東京高等裁判所では勝訴し、被告企業の上告により今後は最高裁判所の判断を待つことになる。

## 主な楽譜の出版社

### 日本国内
- ヤマハミュージックエンタテインメントホールディングス（ヤマハミュージックメディアを吸収）
- シンコーミュージック・エンタテイメント
- ドレミ楽譜出版社
- ケイ・エム・ピー
- フェアリー
- バンダイナムコアーツ（楽譜ブランド「L SCORE（えるすこ）」）

合唱、唱歌、クラシック音楽など
- 音楽之友社
- 全音楽譜出版社
  - カワイ出版

- 教育芸術社
- NHK出版
- パナムジカ（メロス楽譜の事業を吸収）
- 野ばら社

吹奏楽、器楽合奏など
- ウィンズスコア
- ブレーン
- ロケットミュージック
- ミュージックエイト
- フォスターミュージック

### 日本国外
アメリカ合衆国
- アルフレッド・ミュージック (Alfred Music)
- ハル・レナード (Hal Leonard)

ヨーロッパ
- ベーレンライター (Bärenreiter-Verlag)
- ブージー・アンド・ホークス (Boosey & Hawkes)
- ブライトコプフ・ウント・ヘルテル (Breitkopf & Härtel)
- リコルディ (Casa Ricordi)
- エルンスト・オイレンブルク (Ernst Eulenburg)
- ペータース (Peters)
- ショット・ミュージック (Schott Music)
- ウニヴェルザール/ユニヴァーサル (Universal)

## 主な楽譜配信サイト
一社提供の楽譜配信サイトは上記の出版社参照。
- ぷりんと楽譜（ヤマハミュージックエンタテインメントホールディングス）
- @ELISE（ジャパン・ミュージックワークス）